# Stadttempel
Lo Stadttempel, in stile neoclassico, è una sinagoga ottocentesca austriaca del periodo precedente all'emancipazione, situata in Seitenstettengasse 4 a Vienna in Austria. Costruita tra il 1823 ed il 1826 non era la più grande né la più importante sinagoga di Vienna ma è l'unica tra le 93 sinagoghe viennesi a non essere stata distrutta durante l'Olocausto ed ad essere tuttora attiva come principale luogo di culto degli ebrei viennesi.

## Storia
Agli inizi dell'Ottocento, grazie alle leggi di tolleranza emanati nel 1781 dall'imperatore Giuseppe II, la comunità ebraica di Vienna godeva già di una situazione privilegiata che avrebbe preparato la via alla straordinaria crescita dei decenni successivi e che avrebbe visto la popolazione ebraica della città superare agli inizi del Novecento le 200.000 unità.
Lo Stadttempel fu costruito nel 1823-26 quando non tutte le restrizioni erano state ancora abolite, ma già si avvertivano i segni del nuovo corso. Come tipico delle sinagoghe di ghetto, la sala di culto non doveva rivelare la propria presenza all'esterno e si cela dietro la facciata di un ordinario condomino di cinque piani. Ma a disegnare lo sfarzoso interno fu chiamato uno dei principali architetti viennesi del tempo, Joseph Kornhäusel. La cerimonia per la posa della prima pietra avvenne il 12 dicembre 1823 ed i lavori furono completati per la dedicazione del 9 aprile 1826.
La sinagoga fu ristrutturata nel 1895 e di nuovo nel 1904 dall'architetto ebreo Wilhelm Stiassny, che vi aggiunse notevole ornamentazione rispetto alle sobrie linee del progetto originario.

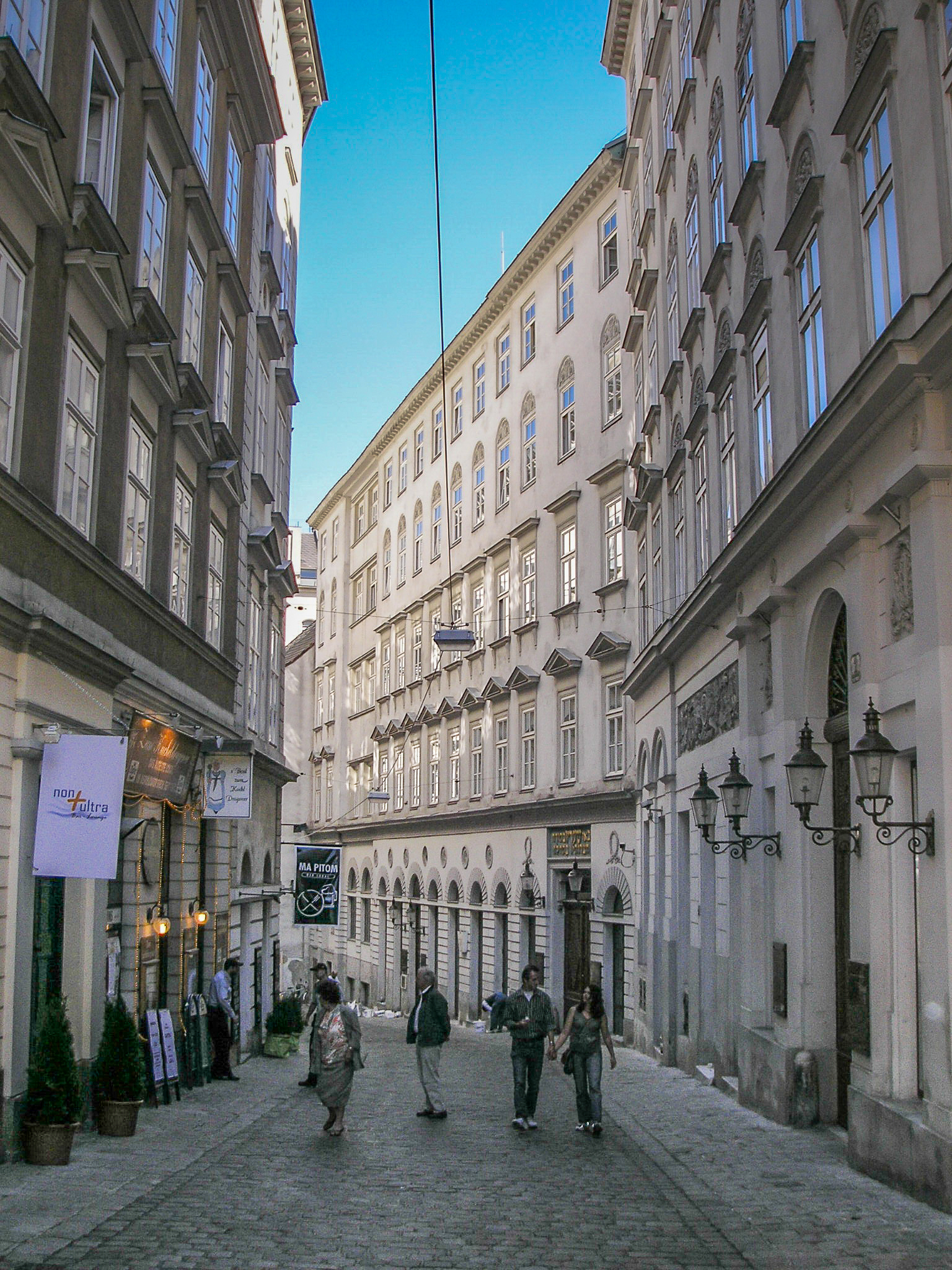
Veduta esterna del palazzo nel quale si trova la sinagoga

## L'architettura della sinagoga

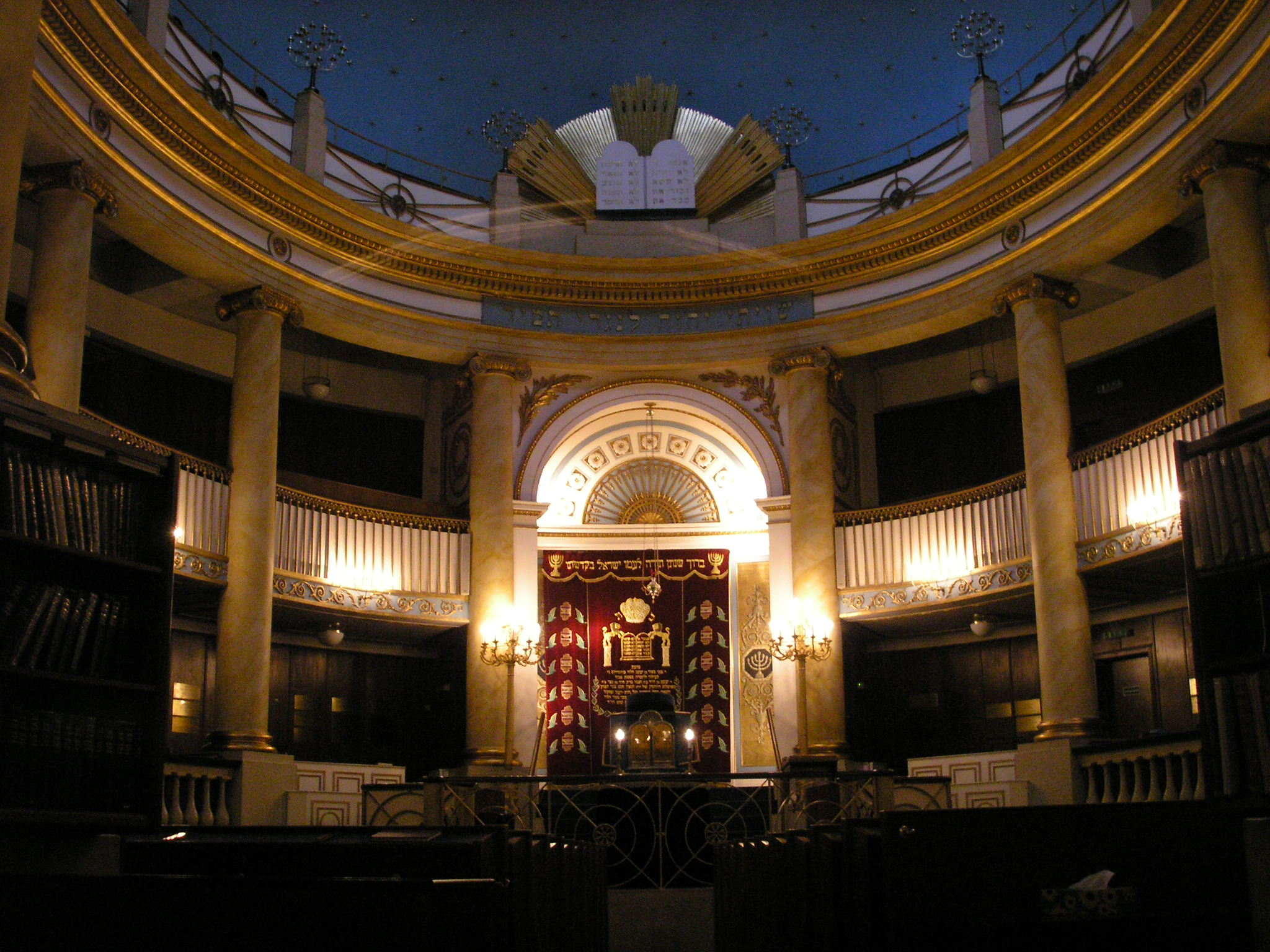
L'interno

La sinagoga ha forma ovale. Un anello di dodici colonne ioniche, simboleggianti le dodici tribù di Israele, sostiene i due piani del matroneo. Il piano terra è riservato per gli uomini. Il soffitto a cupola culmina in un lucernaio che illumina il locale. Nel complesso, la sinagoga dispone di 700 posti a sedere.
L'arca è sormontata da un'iscrizione in ebraico, tratta dal Salmo 16 ("Tengo sempre il Signore davanti a me") e dalle tavole della Legge.

## Ai giorni nostri
L'Olocausto ha quasi cancellato la comunità ebraica di Vienna. Lo Stadttempel è l'unica sinagoga della città ad essere sopravvissuta, seppur danneggiata, alle distruzioni della guerra. Tutte le altre sinagoghe di Vienna, a cominciare dal neomoresco Leopoldstädter Tempel e dalla neogotica sinagoga Neudeggergasse, furono bruciate dai nazisti già nella notte dei cristalli e demolite. Paradossalmente fu proprio la collocazione della sinagoga all'interno di altri edifici a rendere complessa l'eliminazione della struttura.
Rimasto il solo luogo di culto superstite, lo Stadttempel ha avuto un ruolo centrale nella vita degli ebrei viennese nel dopoguerra. I danni inflitti dalla guerra furono alla meglio riparati per permetterne l'immediata riapertura al culto già nell'autunno del 1945. Il 2 aprile 1946 un servizio solenne si svolse alla presenza del presidente federale Theodor Körner per commemorare il 120 ° anniversario della inaugurazione; il servizio fu radiotrasmesso negli Stati Uniti, la Gran Bretagna ed in Palestina, ma solo nel settembre del 1947 furono rimontate la panche di legno. Nell'agosto del 1949 le bare di Theodor Herzl e dei suoi genitori furono esposte nella sinagoga, prima del loro trasferimento per la nuova sepoltura in Israele. Solo nel 1963 la sinagoga fu pienamente restaurata; i lavori furono condotti sotto la direzione dell'architetto Otto Niedermoser.
Nel 1981 due persone furono uccise e trenta ferite davanti alla sinagoga in un attacco terroristico in occasione di una cerimonia di bar mitzvah.
Oggi la sinagoga è stata dichiarata monumento storico ed è aperta al pubblico per la visita, conservando il suo ruolo di casa principale di preghiera per la comunità ebraica viennese di circa 7.500 membri.